# Peruaanse dwerguil
De Peruaanse dwerguil (Glaucidium peruanum) is een vogel uit de familie van de uilen.

## Verspreiding en leefgebied
Deze soort komt voor in zuidwestelijk Ecuador en westelijk Peru.

## Status
De grootte van de populatie is niet gekwantificeerd maar de soort werd in 1996 omschreven als algemeen voorkomend. Op de Rode lijst van de IUCN heeft deze soort de status niet bedreigd.